# Justicia syncollotheca
Justicia syncollotheca är en akantusväxtart som beskrevs av Milne-redhead. Justicia syncollotheca ingår i släktet Justicia och familjen akantusväxter. Inga underarter finns listade i Catalogue of Life.